# 奇台县腰站子小麦博物馆
奇台县腰站子小麦博物馆是中华人民共和国新疆维吾尔自治区以小麦为主题的博物馆，位于昌吉回族自治州奇台县半截沟镇腰站子村。博物馆于2019年建立，2023年入选新疆维吾尔自治区特色博物馆。

## 背景与建设
清乾隆三十二年（1767年），30多名农民到奇台县认垦，开启了腰站子村的小麦种植历史。2009年以前，腰站子村耕地地块分散，所种作物多且杂。2009年，腰站子村成立丰裕农业服务专业合作社，全村村民皆为股民。合作社的成立让全村耕地流转至合作社，从单户单干到共种“一块田”，所种的作物也从常规作物到绿色小麦和有机小麦。到2023年，腰站子村已有20万亩的经营土地，其中13万亩种植为绿色小麦，2万亩为有机小麦。2017年，合作社又建立有机产品加工厂，以出售有机面粉、有机手工拉面等深加工农产品。
2018年，腰站子村因毗邻国家5A级旅游景区江布拉克景区，又存有机农业基地，所以开始发展乡村旅游业。2019年，丰裕农业服务专业合作社牵头成立旅游公司。小麦博物馆便是此时与游客接待中心、稻草人基地等设施一起建立。2023年5月，第二批新疆维吾尔自治区特色博物馆公布，其中包括奇台县腰站子小麦博物馆。

## 规模及展览
奇台县腰站子小麦博物馆位于中华人民共和国新疆维吾尔自治区昌吉回族自治州奇台县半截沟镇腰站子村。博物馆位于腰站子村游客服务中心东侧，占地2600平方米。博物馆分为上下两层，展陈面积520平方米：其中下层为产品展销区；二层以展览为主，分为五个部分，分别是麦史溯源、麦脉相传、麦今驿史、麦香趣域、麦品绿源。其主题包括小麦的起源及演变、小麦的形态特征、中国种植小麦的历史文化、奇台县和腰站子村粮食种植历史及成果等。展出方式包括实物、场景还原、照片等，展出有从镰刀、犁头到大型农业机械的农耕工具，从农民选种的农作物种子到技术培育的农作物种子等实物展品。

## 图片
| - 奇台县腰站子小麦博物馆内 - 奇台县腰站子小麦博物馆内 - 奇台县腰站子小麦博物馆展出的小麦品种 - 奇台县腰站子小麦博物馆展出的传统农具 - 奇台县腰站子小麦博物馆展出的智能施肥系统模型 |